# Црква Светих Петра и Павла у Великом Лаолу
Црква Светих Петра и Павла у Великом Лаолу, насељеном месту на територији општине Петровац на Млави, припада Епархији браничевској Српске православне цркве.

## Положај и историјат
Црква посвећена Светим апостолима Петру и Павлу, налази се у средњем делу села, са леве стране пута Петровац на Млави — Свилајнац. Ктитор цркве био је порески службеник Владимир Поповић. Зидање храма започето је 1932. године и освећење је обављено 3. јуна 1935. године, од стране Епископа браничевског др. Венијамина. 

## Архитектура цркве
Храм је грађен у српско-визанијском стилу, са уписаним крстом у основи и са два кубета. Димензија ширина 15m, дужина 20m и висина 14m. Зидана је од разнобојних опека, док је кров покривен лимом. Унутрашњост цркве је у певничким апсидама је живописан, за време свештеника Зорана Тирнарнића. Иконостас цркве је дрвени израде у дуборезу, иконе су у нивоу три реда. Звона на храму су поклон народа овог села и сва три су електрифицирана. На западном делу цркве, изнад улазних врата налази се узидана икона патрона цркве, у полукружном луку. 